# Typopeltis cantonensis
Espèce
Synonymes
- Mastigoproctus transoceanicus Lazell, 2000

Typopeltis cantonensis est une espèce d'uropyges de la famille des Thelyphonidae.

## Distribution
Cette espèce se rencontre en Chine au Guangdong, au Guangxi et à Hong Kong et au Viêt Nam.

## Étymologie
Son nom d'espèce, composé de canton et du suffixe latin -ensis, « qui vit dans, qui habite », lui a été donné en référence au lieu de sa découverte, Canton.

## Publication originale
- Speijer, 1936 : Die orientalischen Pedipalpen des Zoologischen Museums der Universitat Berlin. Mitteilungen aus dem Zoologischen Museum in Berlin, vol. 21, no 2, p. 249-263.